# Caroline, No
Caroline, No è un brano musicale del 1966 composto da Brian Wilson e Tony Asher, tredicesima ed ultima traccia dell'album Pet Sounds dei Beach Boys. Al termine del pezzo si può sentire l'abbaiare dei cani di Brian Wilson, il leader del gruppo, al passare di un treno sferragliante.
Il brano venne pubblicato (senza gli effetti sonori finali) come singolo solista a nome Brian Wilson nel marzo 1966 prima dell'uscita dell'album, con sul lato B la canzone Summer Means New Love. Il singolo ebbe scarso successo commerciale raggiungendo solamente la posizione numero 32 in classifica negli Stati Uniti. Successivamente venne inclusa in Pet Sounds e divenne un brano dei Beach Boys a tutti gli effetti, anche se Brian Wilson era l'unico membro del gruppo a comparire nella traccia.
La canzone si è classificata alla posizione numero 211 nella lista delle "migliori 500 canzoni di sempre" redatta dalla rivista Rolling Stone.

## Il brano

### Titolo e significato
Presumibilmente il malinconico soggetto della canzone venne ispirato da una ex fidanzata del paroliere Tony Asher, che trasferitasi a New York, si era tagliata i capelli corti. Inoltre, alle superiori, Wilson era ossessionato dalla compagna di classe Carol Mountain, della quale era innamorato senza però essere corrisposto.
In origine il titolo della canzone avrebbe dovuto essere il più convenzionale "Carol, I Know", tuttavia, quando Brian Wilson sentì il titolo da Asher, capì erroneamente "Caroline, No". Chiarito il malinteso, i due decisero di mantenere il nuovo titolo fortuito, pensando che si sposasse meglio con la triste melodia del brano.

### Registrazione
La tracce base strumentale della canzone venne registrata il 31 gennaio 1966 nello studio Western Recorders di Hollywood, Los Angeles. Wilson produsse la sessione, e Chuck Britz svolse la mansione di ingegnere del suono. Come per il resto del materiale di Pet Sounds, Wilson impiegò svariati musicisti di studio della zona. Nessuno degli altri Beach Boys partecipò alla registrazione. Wilson scelse i session men in virtù dei loro trascorsi lavorativi con il produttore Phil Spector, del quale era un grande estimatore.
Per Caroline, No, vennero suonati il clavicembalo e il flauto che normalmente non venivano impiegati nelle tipiche composizioni pop/rock del periodo, donando al pezzo una certa influenza jazzistica.
Dopo che la traccia vocale di Brian Wilson venne sovraincisa, l'intera incisione venne velocizzata di mezzo tono su suggerimento di Murry Wilson, il padre di Brian. Anche se Murry non era più il manager dei Beach Boys da tempo, si è spesso speculato che Brian Wilson fosse stato "persuaso" dal padre alla decisione di velocizzare il nastro. Brian, tuttavia, ha sempre sostenuto di preferire il suono "più dolce" della versione velocizzata.
A proposito del brano Brian affermò: «Caroline, No era la mia preferita sull'album, la migliore ballata che abbia mai cantato. La melodia e gli accordi sono molto alla Glenn Miller... La dissolvenza finale è simile a quella di un disco del 1944 circa... Ascoltate il suono dei flauti nella dissolvenza».

### Effetti sonori
In Pet Sounds, alla fine della canzone, come traccia fantasma si possono ascoltare gli effetti sonori del passaggio di un treno, accompagnato dall'abbaiare dei cani di Brian, Banana e Louie. Alla fine degli anni novanta, si scoprì che il rumore del treno era stato preso da Wilson da un LP di effetti sonori intitolato Mister D's Machine, registrato nel 1963 da tale Brad Miller.

## Cover e riferimenti
- Una canzone intitolata Caroline, Yes appare nell'album dei Kaiser Chiefs del 2005 intitolato Employment in evidente riferimento alla composizione di Brian Wilson.[5]
- Neil Young cita il brano nella sua canzone Long May You Run.
- I They Might Be Giants reinterpretarono il brano sul loro EP Indestructible Object.
- I The Aluminum Group reinterpretarono la canzone nel 2006 per l'album tributo Caroline Now!: The Songs of Brian Wilson and the Beach Boys.
- Il brano Caroline Knows degli Splitsville presente nell'album The Complete Pet Soul deriva il suo titolo da Caroline, No.
- I Velvet Underground alludono alla canzone nella traccia The Murder Mystery inclusa nell'omonimo loro album del 1969.

## Formazione
- Brian Wilson: voce solista, effetti sonori (incl. abbaiare dei cani e treno)[6]
- Hal Blaine: batteria
- Frank Capp: vibrafono
- Carol Kaye: basso
- Glen Campbell: chitarra
- Barney Kessel: chitarra
- Lyle Ritz: ukulele
- Al de Lory: clavicembalo
- Bill Green: flauto
- Jim Horn: flauto
- Plas Johnson: flauto
- Jay Migliori: flauto

### Sovraincisioni
- Hal Blaine: batteria
- Carol Kaye: basso
- Al de Lory: clavicembalo
- Steve Douglas: sax tenore